# Stajkovce
Stajkovce (makedonsky: Стајковце) je historická vesnice v Severní Makedonii. Nachází se v opštině Želino v Položském regionu. 

## Geografie
Vesnice se nachází v oblasti Položská kotlina, severovýchodně od vesnice Treboš a jihozápadně od Žilče. Nedaleko obce dříve tekla řeka Porojska, která však vyschla. 

## Historie
Stajkovce existovaly již od středověku, což potvrdily archeolické nálezy Jovana Trifunoskije v roce 1947. V tureckých listinách z přelomu 15. a 16. století se uvádí, že vesnice byla poplatníkem daně za mlýn, jež zde fungoval díky blízké řece. 
V listinách z roku 1452 a 1453 je ve Stajkovcích evidováno osm rodin a jeden svobodný muž. O sto let později zde žilo jen 6 rodin. 
Stajkovce byly vysídleny na počátku nebo během 19. století, kdy vyschla řeka a zdejší lidé přišli o obživu. 